# Athanasius Schneider
Athanasius Schneider, O.R.C. (nascido Anton Schneider), (Tokmok, 7 de abril de 1961) é um bispo católico romano do Cazaquistão, bispo auxiliar de Astana. Ele é o Secretário Geral da Conferência Episcopal do Cazaquistão. É membro do Cabido Regular da Santa Cruz de Coimbra. Ele é conhecido por defender e praticar a liturgia tradicional pré-Vaticano II e por protestar contra certas políticas associadas ao Papa Francisco.

## Biografia
Ele nasceu em Tokmok, Quirguistão, filho de pais de origem alemã, em 7 de abril de 1961. Mais tarde, mudou-se com sua família para Rottweil, Alemanha.

### Formação e ministério sacerdotal
Em 1982 ingressou na ordem dos Cônegos Regulares da Santa Cruz em São Petersburgo, Áustria. Frequentou a faculdade de filosofia em Roma, na Pontifícia Universidade São Tomás de Aquino, de 1982 a 1983 , e a faculdade de teologia no Institutum Sapientiæ de Anápolis, no Brasil.
Em 25 de março de 1990 foi ordenado sacerdote pelo bispo Manoel Pestana Filho.
Em 1997, obteve o doutorado em teologia patrística. Até sua nomeação episcopal, ocupou os cargos de diretor espiritual do seminário e chanceler da cúria de Karaganda.
Além de alemão e russo, ele fala fluentemente italiano, inglês, português, francês, grego e latim.

### Ministério episcopal
Em 8 de abril de 2006, o Papa Bento XVI o nomeou bispo auxiliar de Karaganda e bispo titular de Celerina. Em 2 de junho, ele recebeu a ordenação episcopal, juntamente com o bispo Nikolaus Messmer, no altar da Cátedra na Basílica de São Pedro no Vaticano, do cardeal Angelo Sodano, com os arcebispos Józef Wesołowski e Jan Paweł Lenga como co-consagradores.
Durante este período, foram realizadas as obras de construção da nova Catedral de Karaganda, uma obra ambiciosa em estilo neogótico, que, entre outras coisas, lembra as vítimas dos gulags soviéticos, um dos quais (Karlag) ficava não muito longe da cidade. O edifício está aberto ao culto desde 2012.
Em 5 de fevereiro de 2011, o Papa Bento XVI o nomeou bispo auxiliar de Astana.
Ele é conhecido por ser um dos maiores defensores da tradição católica e da Missa Tridentina.
Em 2015, após visitar, a pedido da Santa Sé, dois seminários da Fraternidade Sacerdotal São Pio X em Flavigny, na França, e em Winona, nos Estados Unidos, ele declarou que “não há razões sérias para negar ao clero e aos fiéis da Fraternidade São Pio X o reconhecimento canônico oficial”.
Ele é o secretário-geral da Conferência Episcopal do Cazaquistão, até sua supressão em 2022.